# Ekstase – Der Prozeß gegen die Satansmädchen
Ekstase – Der Prozeß gegen die Satansmädchen ist ein 1977/78 entstandener Exploitationfilm von Rolf Olsen.

## Handlung
Vier minderjährige Mädchen – Lotte Senkiewicz, Mandy Lockwood, Dagmar Richard und Rosemary Schefferson – stehen vor Gericht, weil sie als Satans-Jüngerinnen in einem Feriencamp bei Sexspielchen einen Jungen namens Kurt im Rahmen eines Ritualmordes umgebracht haben sollen und dessen Freund, der sie wegen dieser Bluttat zu erpressen versuchte, schwer verletzt haben. Der Gerichtsvorsitzende Niklas versucht nun diesen heiklen Fall, der in der Presse auf sensationshascherische Weise („Wilde Sexspiele im Sarg“", „Sexspiele, Schwarze Messen“, „Prozess gegen Teufelsanbeter“, „Satanskinder vor Gericht“) begleitet wird, mit einem hohen Maß an Sachlichkeit zu klären. Um äußere Einflüsse auf den Prozessverlauf zu verhindern, lässt der Richter gleich zu Beginn die Öffentlichkeit ausschließen.
In Rückblenden – darunter zahlreiche Dokumentarschnipsel und Einblendungen aus den so genannten Mondo-Filmen – wird nun gezeigt, wie es zu der Tat kam. Die Mädchen sind sich keiner Schuld bewusst, benehmen sich grundlegend daneben und pöbeln sogar den Gerichtsvorsitzenden im Saal an. Rosemary, die eine zentrale Rolle in diesem Tötungsfall spielt, benimmt sich besonders daneben und zieht eine Show ab. Bei ihrer Befragung steht sie auf und spricht mit verstellt-tiefer, männlicher Stimme „I am Aleister Crowley and I was allowed to speak out of this girl's body“. Richter Niklas sieht sich gezwungen, den Prozess zu vertagen, um ihre ärztliche Begutachtung anzuordnen. Am Ende stellt sich heraus, dass Kurts Ermordung ganz banal ein Akt extremer Eifersucht war, weil Kurt nicht das gleiche Interesse an Rosemary wie sie an ihm besaß und sich lieber mit einem anderen Mädchen einließ.

## Produktionsnotizen
Ekstase – Der Prozeß gegen die Satansmädchen entstand im Winter 1977/78 an diversen Schauplätzen, vor allem in Afrika. Gedreht wurde in und um München, sowie in Indien, Benin, Tansania, Togo, Ghana, Uganda, Gabun und der Elfenbeinküste. Die Premiere fand am 14. April 1979 im Rex-Kino in Bremerhaven statt. Für den internationalen Vertrieb nannte sich Regisseur Olsen hier „Emerson Fox“.

## Kritik
Im Lexikon des internationalen Films heißt es: „An diversen exotischen Orten aufgenommenes und mit Archivmaterial aufgepäppeltes Schauerstück um einen Prozeß gegen Schülerinnen, die einen Ritualmord an einem Jungen begangen haben.“